# 나도롤
나도롤(Nadolol)은 비선택성 베타 아드레날린 수용체 길항제(Non-selective β-adrenalic receptor antagonist)이다. 고혈압, 심장통, 편두통치료에 쓰인다.

## 같이 보기
- 티모롤(Timolol)